# Gottfried Clam-Martinic
Gottfried Clam-Martinic, též Bohumír Clam-Martinic nebo Bohuslav Clam-Martinic (30. července 1864 Klam – 24. listopadu 1935 Klam) byl rakouský šlechtic z českého rodu Clam-Martiniců a politik z Čech, na konci 19. století poslanec Říšské rady.

## Život a činnost
Pocházel z rodu Clam-Martiniců. Jeho otcem byl politik Richard Clam-Martinic, bratr Heinrich Clam-Martinic byl v závěru existence Rakouska-Uherska ministerským předsedou Předlitavska. Matkou Gottfrieda Clam-Martinice byla Maria Louisa Sophia Bombellesová.
Od roku 1883 byl aktivní v rakousko-uherské armádě, později jako důstojník. V roce 1900 dosáhl hodnosti rytmistra. Do armády se zapojil i během světové války. Od května 1917 byl krajským velitelem v Olkuszi. V srpnu 1917 dosáhl hodnosti plukovníka. Od 1. ledna 1919 byl penzionován.
Byl krátce i poslancem Říšské rady (celostátního parlamentu Předlitavska), kam usedl v doplňovacích volbách roku 1895 za kurii velkostatkářskou v Čechách. Nastoupil 22. října 1895 místo Evžena Vratislava z Mitrovic. Rezignace byla oznámena na schůzi 10. března 1896. Ve volebním období 1891–1897 se uvádí jako hrabě Gottfried Clam-Martinic, statkář, bytem Rtišovice (Ertišovic).
Na Říšské radě je roku 1895 uváděn coby kandidát Strany konzervativního velkostatku, která sdružovala federalisticky a autonomisticky orientované velkostatkáře, podporující program českého státního práva.
V roce 1919 krátce pobýval na zámku Smečno, kde sídlil jeho bratr Heinrich Clam-Martinic. Ten byl českým obyvatelstvem označován za prorakouského a v březnu 1919 donutily dělnické demonstrace Gottfrieda k odjezdu ze Smečna.

## Manželství a potomci
Ve Vídni se 26. května 1894 oženil s hraběnkou Sophií von Stockau (1874–1924). Měli spolu tři dcery a dva syny. 
- 1. Aloisie (26. 4. 1895 Rtišovice – 30. 12. 1963 Vídeň), řeholnice[8]
- 2. Franziska (30. 7. 1897 Essling – 30. 10. 1983 Vídeň), manž. 1923 hrabě Franz Maria von und zu Eltz (6. 9. 1893 Thalheim bei Wels – 3. 10. 1941 Linec)[8]
- 3. Margaretha (16. 9. 1899 Krakov – 2. 11. 1968 Linec), svobodná a bezdětná[8]
- 4. Heinrich (27. 8. 1902 Marianka – 18. 11. 1918 Vídeň)[8]
- 5. Georg (23. 2. 1908 Krakov – 7. 1. 2000 Klam), manž. 1939 hraběnka Marie Antonie z Abenspergu a Traunu (1. 9. 1919 Vídeň – 23. 7. 2010 Klam)[8]